# Nuclear Fire
Albums de Primal Fear
Jaws of Death
(1999) Black Sun
(2002)
Nuclear Fire est le troisième album studio du groupe de heavy metal allemand Primal Fear. Il est sorti en 2001.

## Liste des chansons de l'album
1. Angel in Black - 	3:58
2. Kiss of Death - 3:50
3. Back from Hell - 3:46
4. Now or Never - 5:33
5. Fight the Fire - 4:23
6. Eye of an Eagle - 4:28
7. Bleed for Me - 4:23
8. Nuclear Fire - 5:25
9. Red Rain - 4:51
10. Fire on the Horizon - 3:31
11. Living for Metal - 3:42

## Composition du groupe
- Ralf Schepeers : chant
- Mat Sinner : chant et basse
- Henny Wolter : guitare
- Stefan Leibing : guitare
- Klaus Sperling : batterie